# Legione del Carnaro
La Legione "del Carnaro" era un'Unità delle Forze Armate Fiumane, dal 1919 al 1920.

## Organizzazione
La legione era così costituita:
| Unità                 | Reparti Dipendenti               | Sede                   | Città | Ufficiali | Note                                  |
| --------------------- | -------------------------------- | ---------------------- | ----- | --- | ------------------------------------- |
| Legione "del Carnaro" |                                  | Caserma "San Domenico" | Zara  | Magg. Giovanni Giurati (Comandante dal 15 novembre 1919 al 19 novembre 1919) Cap. Luigi Corrado (Comandante dal 19 novembre 1919 al 31 dicembre 1920) Ten. Nicola Malizia (Aiutante Maggiore) Ten. Ugo Busatti (Capo Ufficio Propaganda)                                                                |                                       |
|                       | Compagnia "Arditi di Sernaglia"  | Caserma "San Domenico" | Zara  | Cap. Giuseppe Vianello (Comandante) Ten. Mario Allegri Ten. Domenico Gotta Ten. Gustavo Orlandini Ten. Angelo Sommuer S.Ten. Umberto Klinger S.Ten. Guido Narbona S.Ten. Ettore Vesentini | Rientrati a Fiume il 28 febbraio 1920 |
|                       | Compagnia "Bersaglieri di Fiume" | Caserma "San Domenico" | Zara  | Cap. Luigi Corrado (Comandante) Ten. Mario Marini Ten. Renato Ricci S.Ten. Mario Balzarini S.Ten. Gaetano Basso S.Ten. Giuseppe Maritati S.Ten. Melchiorre Melchiorri |                                       |
|                       | Compagnia "Giovanni Randaccio"   | Caserma "San Domenico" | Zara  | Cap. Egone Blatt (Comandante) Ten. Arturo Avolio(dal 20.9.1919 al 14.11.1919 appartenne alla 3ª Compagnia, Battaglione Randaccio - dal 15.11.1919 al 27.12.1920 appartenne alla 2ª compagnia, Battaglione Carnaro) Ten. Antonio Cortese Ten. Pietro Del Zoppo S.Ten. Enrico Colombo S.Ten. Luigi Ronchi |                                       |